# Nyctiophylax nephophilus
Nyctiophylax nephophilus là một loài Trichoptera trong họ Polycentropodidae. Chúng phân bố ở miền Tân bắc.